# Aleix García Serrano
Aleix García Serrano (Ulldecona, 28 de juny de 1997) és un futbolista professional català que juga com a centrecampista al Bayer Leverkusen de la 1.Bundesliga. És internacional amb la selecció catalana i també amb la selecció espanyola.

## Carrera esportiva

### Vila-real
Aleix García va entrar a l'escola del Vila-real CF l'any 2005, amb 8 anys, després d'haver-se iniciat en el CF Ulldecona. Va fer el seu debut a la categoria absoluta el 26 d'abril de 2014 amb només 16 anys, en ser convocat com a suplent amb el filial en una victòria 1–0 contra el CF Badalona de la Segona Divisió B.
Aleix García va passar a formar part de la plantilla del segon filial (Vila-real CF C) a l'estiu de 2014, participant també a vegades amb l'equip de Segona Divisió B. Va debutar en el primer equip i a la lliga La Liga el 23 de maig de 2015, substituint Antonio Rukavina en un partit contra l'Athletic Club que es va perdre per 0–4.

### Manchester City
El 27 d'agost de 2015, Aleix García va arribar al Regne Unit per jugar amb l'equip filial del Manchester City. Al febrer de 2016 va debutar amb el primer equip en un partit de la FA Cup contra el Chelsea FC.
Després de ser nominat com a "EDS Player of the Year" de la temporada 2015/2016 va realitzar la pretemporada amb el primer equip a Múnic i a la Xina sota les ordres de Pep Guardiola. El 17 de setembre de 2016 va debutar a la Premier League contra l'AFC Bournemouth. El 21 de setembre, va ser titular en un partit de l'EFL Cup contra el Swansea City, marcant el seu primer gol amb l'equip en una victòria per 2–1. La següent titularitat va ser un mes després, el 26 d'octubre, en un altre partit de l'EFL Cup, amb derrota per 1–0 davant el Manchester United FC.

#### Cessió al Girona
L'1 d'agost de 2017, Garcia fou cedit al Girona FC, nou club de La Liga per una temporada. Va ser cedit de nou per a la temporada 2018-19.

#### Royal Excel Mouscron (cedit)
García fou cedit al club belga Royal Excel Mouscron per la temporada 2019–20.

### Dinamo București i Eibar
El 8 d'octubre de 2020, va signar contracte amb el club romanès Dinamo București, fins a final de temporada. El 18 de gener de 2021, després d'haver-hi jugat poc, va retornar al futbol espanyol en signar per la SD Eibar de primera divisió.

### Retorn a Girona
El 23 de juliol de 2021, García va tornar a Girona amb contracte per dos anys, i el club a Segona Divisió. Va debutar en aquesta etapa el 14 d'agost, el primer partit de la temporada 2021–22, com a titular en una victòria per 2–0 contra la SD Amorebieta. El 2 de desembre de 2021, García va marcar el seu primer gol des de la seva tornada, tancant el marcador en una victòria per 5–1 a fora a la Copa del Rei sobre el Calvo Sotelo Puertollano de tercera divisió. Va disputar 45 partits en total amb el club en la temporada, ajudant així a assolir la promoció a La Liga en els play-offs.
El 26 de febrer de 2023, García va obrir el marcador en una victòria històrica per 3–2 a La Liga sobre l'Athletic Club, la primera victòria del Girona en tota la història a San Mamés.

### Bayer Leverkusen
El 13 de juny de 2024, després d'una temporada reeixida amb el Girona, Garcia es va traslladar al Bayer 04 Leverkusen per més de 18 milions d'euros.

## Internacional

### Catalunya
El 28 de maig de 2025 va disputar amb la selecció catalana el partit contra Costa Rica, en una victòria per 2 a 0 a l'Estadi Johan Cruyff.

## Palmarès
Bayer Leverkusen
- 1 Supercopa alemanya: 2024[23]